# Finn Helgesen
Finn Helgesen, född 25 april 1919 i Drammen, död 3 september 2011 i Lørenskog, var en norsk skridskoåkare.
Helgesen blev olympisk guldmedaljör på 500 meter vid vinterspelen 1948 i Sankt Moritz.